# Sant Crist de Can Cabanyes
El Sant Crist de Can Cabanyes és un barri de Badalona (Barcelonès) que forma part del districte segon conjuntament amb els barris de Sistrells, Lloreda, Nova Lloreda, Montigalà occidental, La Pau i Puigfred. És a la banda muntanya de l'autopista C-31 justament al centre geogràfic del municipi amb la sortida de Badalona Centre. Segons el padró de 2012, tenia 10.497 habitants.
Per ponent, limita amb Nova Lloreda, amb la rambla de Sant Joan com a línia divisòria; a llevant amb Montigalà, els límits són l'avinguda del Puigfred i el torrent de la Batllòria; al sud hi ha el barri de Coll i Pujol, amb l'autopista C-31 com a límit.

## Relleu
El més característic del Sant Crist és la ubicació a sobre el turó d'en Peixau i, per tant, l'alçada que es tradueix en grans pendents i desnivells. Això és degut al pas de la riera de Sant Joan a la banda de ponent; i del seu afluent, el torrent de la Batllòria, per la banda de llevant fins a unir-se a la riera no gaire lluny dels límits del barri; això ha condicionat la graella de carrers durant la construcció.

## Història
Històricament dins de l'antic veïnat de Sistrells, fins al segle xx, les zones altes i els pendents del turó van ser utilitzades com a lloc de conreu de vinya, olivera, garrofers i el blat, mentre que les zones més baixes i planeres, properes a la riera de Sant Joan i al torrent de la Batllòria, eren destinades a conreus de regadiu. El turó, a més, estava envoltat de tres masies: Can Cabanyes i Can Bofí Vell, encara dempeus, i Can Lloreda, avui desapareguda. A més, una de les denominacions del turó, la de Peixau, també recorda a Can Peixau, antic casal construït sobre una vil·la romana.

No obstant això, és Can Cabanyes la masia més lligada al barri, que és recordada en el nom del barri, i de la qual es té constància des de 1636. El nom recorda al Crist de Can Cabanyes, ubicat en la petita capella davant d'aquesta masia, el qual segons la tradició va baixar durant una rierada des de Sant Jeroni de la Murtra el 1860, tot i que també es diu que fos una imatge salvada de la destrucció del l'antic monestir el 1835, és més probable que fos un Crist més petit del monestir o d'alguna ermita, ja que segons els plànols de Can Peixau, la capelleta ja existia al darrer quart del segle xviii. Fins avui dia encara arriba la devoció dels creients, de fet, compta fins i tot amb els seus propis goigs, escrits per Josep M. Aragonès. A mesura que el barri es va desenvolupar, per la localització propera a la capella, popularment va ser anomenat «barri del Sant Crist», un nom que va oficialitzar, finalment, l'Ajuntament de Badalona, el 1958.

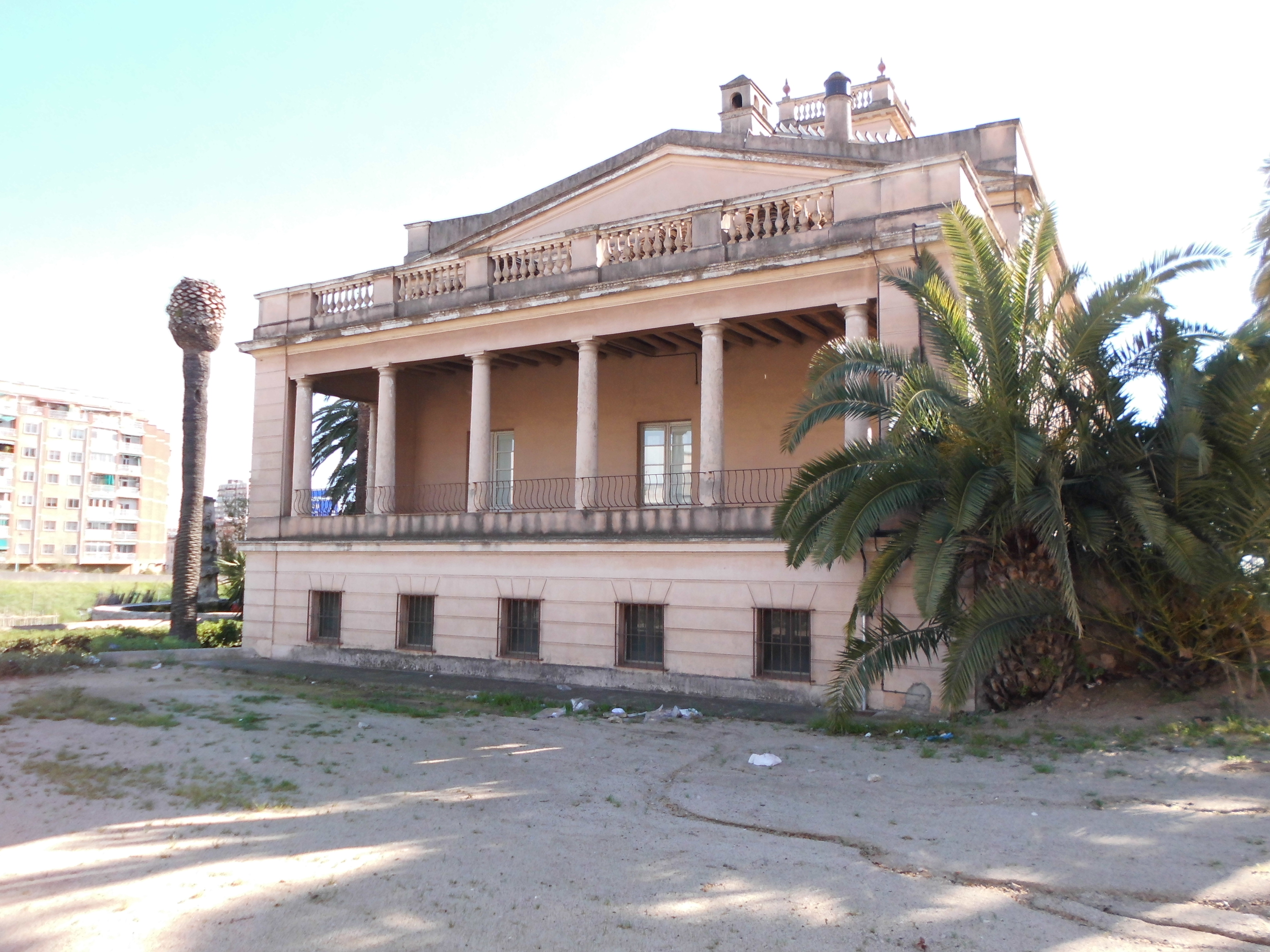
Masia de can Cabanyes

Els primers habitatges del barri són construïts a partir de 1916 a tocar de la riera de Sant Joan. Els terrenys eren propietat de la baronessa de Maldà, Dolors d'Amat Càrcer. Durant els anys vint, dins de la tònica general de la ciutat, començaran a proliferar altres de les denominades «urbanitzacions particulars», promogudes pels propietaris dels terrenys sobre el turó, entre ells els germans Ferreras, Francesc Comas, Francesc Formiguera i Ramon Rodó. En la majoria de casos es tractava de la parcel·lació de terrenys més o menys reduïts, i que s'acabaven enllaçant amb les urbanitzacions veïnes; les més grans, formant inicialment dos nuclis de població diferenciats, van ser la Urbanització Maldà i la Rodó-Ferreras. Alguns habitatges eren bastits pels mateixos propietaris, és a dir, eren d'autoconstrucció.
L'arribada massiva d'immigrants de la resta d'Espanya des de la dècada dels cinquanta i fins a mitjans dels setanta, van transformar radicalment la zona. És a mitjans dels seixanta quan es comença a edificar tota la secció del turó pròxima al carrer de Coll i Pujol, molt més densificada que la part antiga. Es va construir especialment en alçada i, en tot cas, amb un conjunt de deficiències urbanístiques i de serveis que formen part de les característiques del barri als anys setanta i vuitanta i que, de fet, encara arrossega fins avui dia. A més, a la part antiga també es va dur a terme, a voltes, la construcció de blocs de pisos a llocs on antigament hi havia hagut un habitatge unifamiliar, construït bé per un particular o per una immobiliària, la qual cedia un dels pisos a l'antic amo.

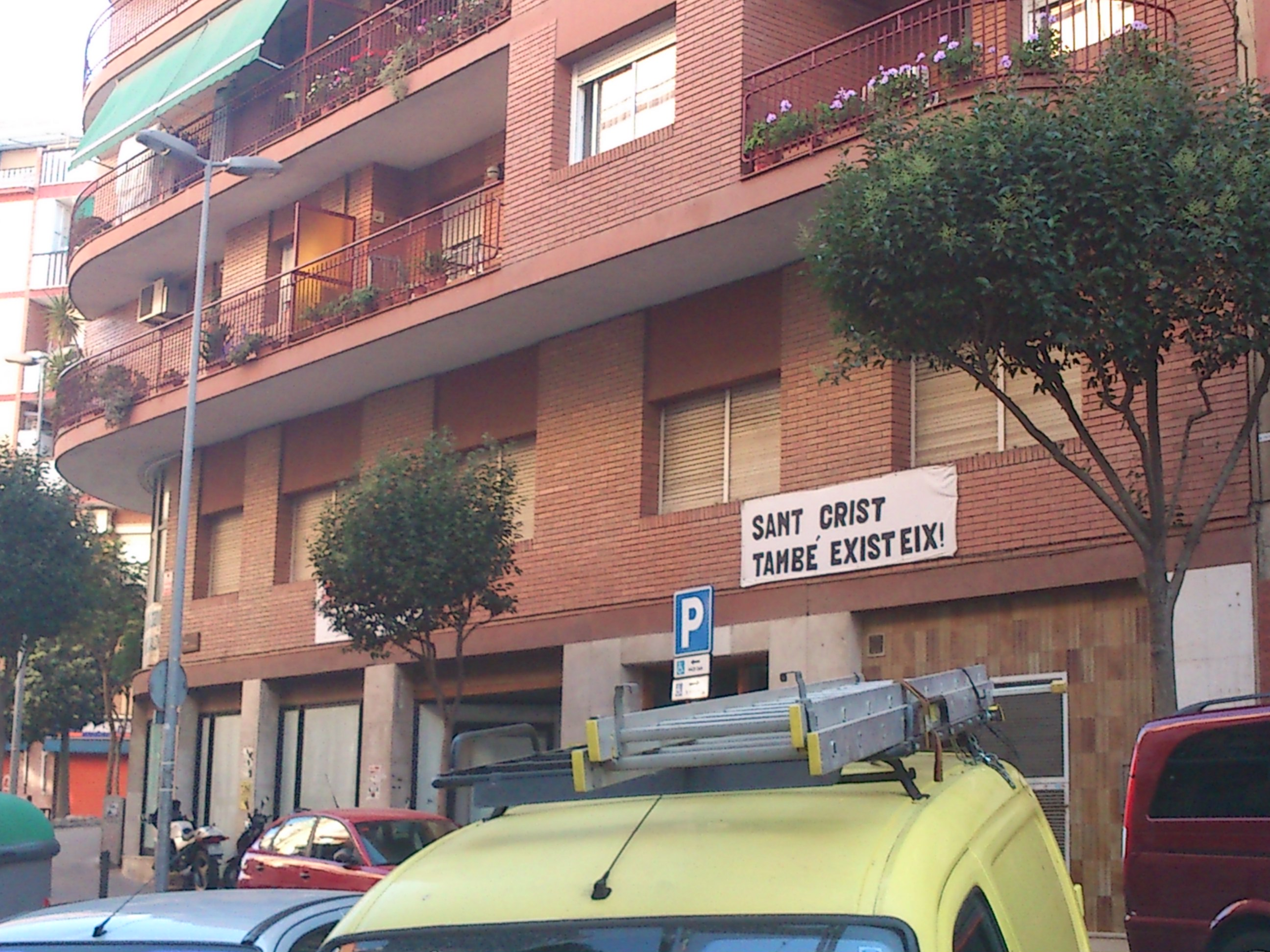
Pancarta del moviment "Sant Crist també existeix"

 L'arribada de la democràcia intenta posar fi als problemes dels barris. Així, per exemple, per a crear espais verds es va redigir un Pla Especial de Reforma Interior (P.E.R.I) que buscava un esponjament intern del barri, una rehabilitació total de la part antiga i millorar la comunicació.
La construcció de la C-31 va deixar el lateral per la banda muntanya des de la rambla de Sant Joan sense adequar el vial, ha sigut una de les grans reivindicacions, perquè seria una forma de millorar el tràfic general de tota Badalona. Amb tot, les promeses es venen repetint des de fa anys i fins a l'actualitat, no només en aquest punt sinó també en la construcció del Centre d'Atenció Primària, entre d'altres en els últims anys, conjugades les promeses amb el moviment «Sant Crist també existeix» en el context del barri.
Amb els anys el barri es va degradar degut a les multiples mancances, la poca actuació de les administracions, i també per l'envelliment. En el mes de març del 2014 van entrar en funcionament les escales mecàniques del carrer de Cuba, que faciliten la mobilitat dels veïns que fins llavors havien de pujar per les escales i rampes de formigó per salvar un desnivell del 19%.

## Festivitats
La majoria de festes són organitzades per les associacions del barri. Les que s'han mantingut són la Festa Major, organitzada per l'Associació de Veïns de Sant Crist de Cabanyes, celebrada en les primeres setmanes de juny, sempre en cap de setmana. El dissabte s'acostuma a fer una sardinada, darrerament també botifarrada, i s'ofereix rom cremat amenitzat amb havaneres. Hi acostuma a participar gent del barri en activitats i actuacions, hi destaquen les sevillanes com a plat fort del diumenge. Altrament, al barri s'hi celebra també una festivitat que té atracció de públic més enllà de l'àmbit del barri: l'Exhibició dels Cavalls, que el 2013 va celebrar luna vuitena edició.Se celebra el mes d'octubre, s'hi fan exhibicions de cavalls i altres activitats relacionades.
En l'àmbit del districte segon destaca també la Festa Indiana, organitzada per l'Ajuntament i celebrada sempre al centre cívic Can Cabanyes a final de maig. Una jornada cultural i gastronòmica que compta amb la col·laboració d'entitats dels barris del districte. Evocat per l'ambient colonial de Can Cabanyes evoca els «indianos» tornats d'Amèrica a Catalunya, i sobre aquesta temàtica giren algunes de les seves activitats. Un dels elements més coneguts són els callos que sempre se serveixen a preu solidari.

## Associacionisme
Sant Crist ha estat durant anys un barri oblidat, així ho han reivindicat les successives associacions veïnals del barri. El seu paper va ser vital des dels anys 70 a l'hora de fer millores, sobretot en matèria de construcció i condicionament dels carrers, molts sense asfaltar.
El seu paper reivindicatiu també és compartit amb una vessant lúdica, festiva i cultural. Tant és així, que a la darreria dels anys 80 naixia la Banda de Música de l'AVV de Sant Crist de Can Cabanyes, formació que donaria a l'actual Banda Simfònica de Badalona. Les associacions ofereixen activitats, tals com ensenyament d'informàtica, català, entre d'altres. Les activitats organitzades estan dirigides als veïns i veïnes del barri.
La primera associació del barri fou la Agrupación de Vecinos Urbanizadora del Santo Cristo, dedicada a l'adequació dels carrers i la urbanització de la part antiga del barri. A la primeria dels anys 70 es van crear l'Associació de Sant Crist i l'Associació de Can Cabanyes. Ambdues dedicades a reivindicar les mancances del barri: escoles, asfaltat, enllumenat... lluitaren sobretot contra l'especulació urbanística per aconseguir zones verdes i esportives. Les dues acabaren fusionant-se l'any 1984 i donen a l'actual Associació de Veïns de Sant Crist de Can Cabanyes. Deu anys més tard, es creava una nova associació anomenada Associació de Veïns de Sant Crist Nord -actualment Sant Crist de Badalona - amb desavinences amb l'altra associació i, malgrat els intents d'unificació que acabaren en fracàs.

## Equipaments

### Dins del barri
- Casal de Gent Gran de Sant Crist[30]
- Col·legi Montserrat[31]
- Parròquia Mare de Déu de Montserrat[32]
- Poliesportiu Sant Crist[33]
- Poliesportiu Joaquim Blume[34]

### Fora del barri però a dins del seu àmbit
- Centre Cívic de Can Cabanyes[35]
- CEIP Llibertat[36]
- CEIP Joan Llongueras[4]
- IES La Pineda[37]

## Veïns il·lustres
Persones que han viscut a Sant Crist:
- Jordi Dauder i Guardiola (1938-2011), actor i activista.[38]
- Sònia Guirado Crespo (1976), nedadora i medallista paralímpica.[39]
- José Elías Navarro (1976), empresari.[40]
- Juan Magán (1978), DJ, cantant i productor musical.[41]